# Linus Straßer

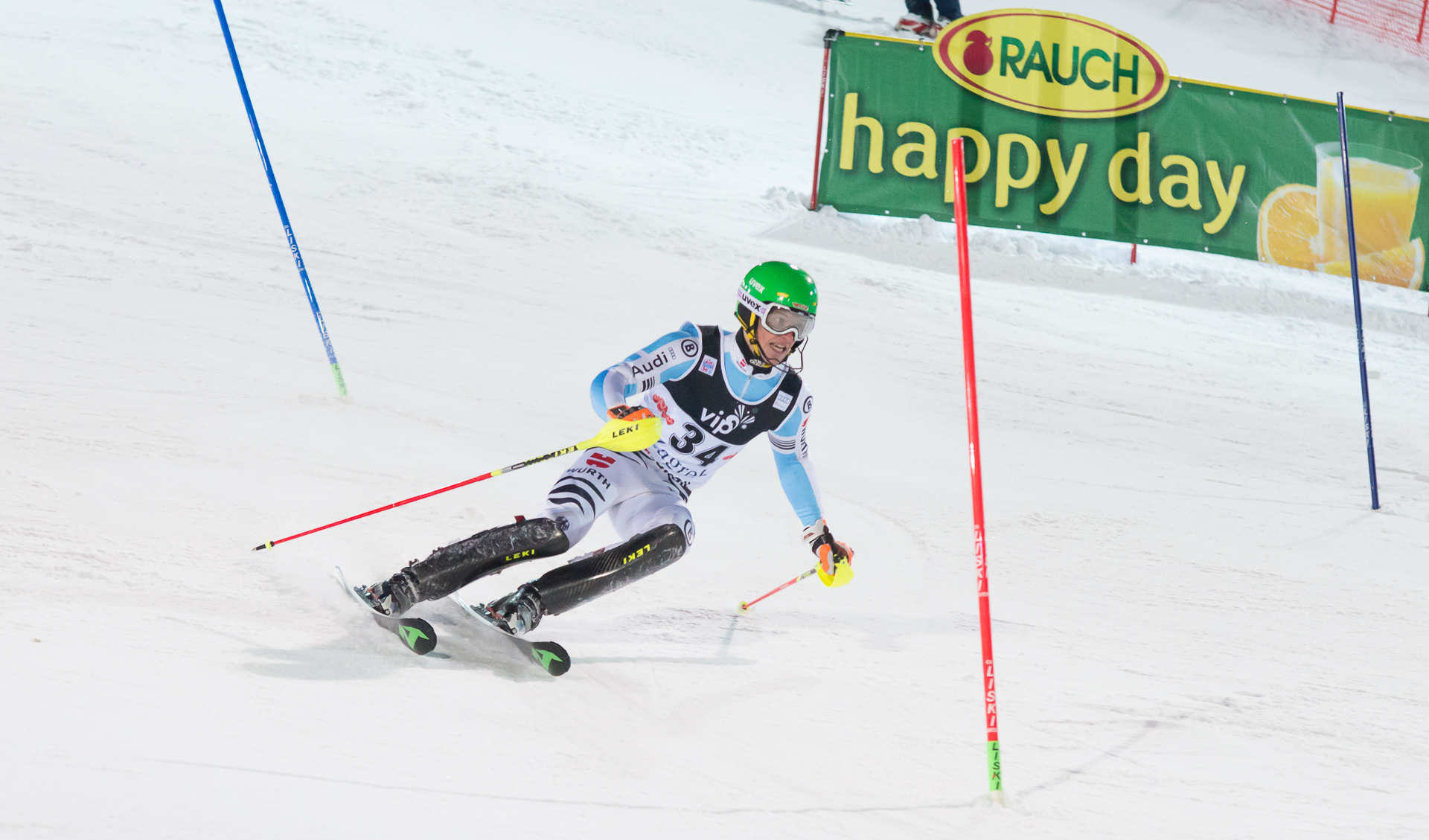
Linus Straßer, 2015

Linus Straßer (München, 6 november 1992) is een Duitse alpineskiër. Hij vertegenwoordigde zijn vaderland op de Olympische Winterspelen 2018 in Pyeongchang.

## Carrière
Straßer maakte zijn wereldbekerdebuut in oktober 2013 in Sölden. Op 6 januari 2015 scoorde de Duitser in Zagreb zijn eerste wereldbekerpunten. Drie weken later, op 27 januari 2015, behaalde hij in Schladming zijn eerste toptienklassering in een wereldbekerwedstrijd. In Beaver Creek nam Straßer deel aan de wereldkampioenschappen alpineskiën 2015. Op dit toernooi eindigde hij als tiende op de slalom, in de landenwedstrijd eindigde hij samen met Lena Dürr, Veronique Hronek, Viktoria Rebensburg, Felix Neureuther en Philipp Schmid op de negende plaats. Op 31 januari 2017 boekte de Duitser in Stockholm zijn eerste wereldbekerzege. Op de wereldkampioenschappen alpineskiën 2017 in Sankt Moritz eindigde hij als twaalfde op de reuzenslalom en als twintigste op de slalom. Tijdens de Olympische Winterspelen van 2018 in Pyeongchang eindigde Straßer als 22e op de reuzenslalom, op zowel de slalom als de alpine combinatie wist hij niet te finishen. Samen met Lena Dürr, Marina Wallner, Fritz Dopfer en Alexander Schmid eindigde hij als vijfde in de landenwedstrijd.

## Resultaten

### Olympische Spelen
| Jaar | Plaats      | Resultaten                                                                        |
| ---- | ----------- | --------------------------------------------------------------------------------- |
| 2018 | Pyeongchang | 22e Reuzenslalom DNF run 1 Slalom DNF slalom Alpine combinatie 5e Landenwedstrijd |
| 2022 | Peking      | DNF run 1 Reuzenslalom · 7e Slalom · Landenwedstrijd                              |

### Wereldkampioenschappen
| Jaar | Plaats             | Resultaten                                               |
| ---- | ------------------ | -------------------------------------------------------- |
| 2015 | Beaver Creek       | 10e Slalom 9e Landenwedstrijd                            |
| 2017 | Sankt Moritz       | 12e Reuzenslalom 20e Slalom                              |
| 2019 | Åre                | 5e Combinatie 28e Slalom 37e Afdaling 4e Landenwedstrijd |
| 2021 | Cortina d'Ampezzo  | 15 Slalom 7e Parallelslalom                              |
| 2023 | Courchevel-Méribel | 9 Slalom 14e Parallelslalom 6e Landenwedstrijd           |
| 2025 | Saalbach           | 8e Team combinatie · Slalom · 5e Landenwedstrijd         |

### Wereldbeker
Eindklasseringen
| Seizoen   | Algm | SL     | RS  | PAR | SC |
| --------- | ---- | ------ | --- | --- | -- |
| 2014/2015 | 64e  | 21e    | -   |     | -  |
| 2015/2016 | 114e | 36e    | -   | -   |    |
| 2016/2017 | 40e  | 14e    | -   | -   |    |
| 2017/2018 | 36e  | 13e    | 51e | -   |    |
| 2018/2019 | 101e | 48e    | -   | 17e |    |
| 2019/2020 | 43e  | 12e    | -   | 27e | -  |
| 2020/2021 | 18e  | 8e     | -   | 29e |    |
| 2021/2022 | 21e  | 5e     | -   | 12e |    |
| 2022/2023 | 25e  | 7e     | -   |     |    |
| 2023/2024 | 9e   | Zilver | 53e |     |    |
| 2024/2025 | 25e  | 10e    | 49e |     |    |

Wereldbekerzeges
| Datum           | Plaats     | Onderdeel  |
| --------------- | ---------- | ---------- |
| 31 januari 2017 | Stockholm  | City Event |
| 6 januari 2021  | Zagreb     | Slalom     |
| 25 januari 2022 | Schladming | Slalom     |
| 21 januari 2024 | Kitzbühel  | Slalom     |
| 24 januari 2024 | Schladming | Slalom     |